# 伊尔泽·希尔施
伊尔泽·希尔施（德語：Ilse Hirsch，1922年—2000年）曾是德國少女聯盟队长，她於1945年参加了嘉年華行動。

## 生平

### 早年生活
希尔施出生于威斯特法伦省哈姆，16岁时加入德国少女联盟，后成为该组织在蒙绍的主要負責人。二战末期，希尔施參與人狼行動。

### 嘉年华行动
1944年10月，美方在占领德国城市亚琛后任命弗朗茨·奥彭霍夫为市长。希特勒本人得知後下令消灭那位新市长。海因里希·希姆莱之后便批准狼人游击队开展“嘉年华行动”刺杀奥彭霍夫。

#### 团队
希姆莱将组建刺杀小组的任务交给了特别防御监察长（Generalinspekteur für Spezialabwehr）汉斯-阿道夫·普吕茨曼，后者组建的小组的人员如下：
- 奥地利党卫队下级小队领袖（中士）约瑟夫·“泽普”·莱特格布（Josef "Sepp" Leitgeb）
- 前边境巡逻队员卡尔-海因茨·亨尼曼（Karl-Heinz Hennemann）
- 前边境巡逻队员格奥尔格·海多恩（Georg Heidorn）
- 狼人游击队新兵埃里希·摩根施维斯（Erich Morgenschweiss，16岁）
- 狼人游击队女队长伊尔泽·希尔施

#### 暗杀
1945年3月20日，小组乘一架俘获的盟军B-17轟炸機从汉诺威附近的希尔德斯海姆机场起飞，在格梅尼希（Gemmenich）村附近伞降着陆。刚一落地，他们就被一位时年20岁的荷兰边防军约瑟夫·塞弗（Jozef Saive）发现，后者随即被击毙。
随后小组前往亞琛欧普纳大街251号（Eupener Strasse 251），即奥彭霍夫及其妻子伊姆加德（Irmgard）还有他们的三个孩子的住宅。奥彭霍夫当时正在别处参加聚会，小组人员于是请管家去找他。奥彭霍夫回来后，先前已向队友保证将亲手射杀目标的文策尔临阵胆怯，莱特格布随即大喊“希特勒万岁”，夺过手枪，打死了奥彭霍夫。
希尔施在与莱特格布一同逃跑时踩响了一枚地雷。她自己伤到了膝盖，而莱特格布则被炸身亡。

### 后来的人生
战后，幸存下来的刺杀小组成员都被找到。在1949年的审判上，所有人都因杀害奥彭霍夫而被判有罪，获刑一到四年不等。但最终，希尔施被无罪释放，另有一个组员未遭起诉。希尔施后来结了婚，有了两个女儿和一个儿子。接下来，被定罪的组员们都获得了减刑，最终，根据1954年免除惩处法（Straffreiheitsgesetz 1954），他们因“奉命行事”（command emergency）而被撤销全部刑罚。